# Colombe de Goldman
Geotrygon goldmani
Espèce
Synonymes
- Geotrygon goldmani (désuet)

Statut de conservation UICN

 NT  : Quasi menacé
La Colombe de Goldman (Zentrygon goldmani) est une espèce d'oiseaux de la famille des Columbidae.
Son nom est attribué au zoologiste et collecteur américain Edward Alphonso Goldman (1873–1946).

## Répartition
Elle est endémique en Colombie et au Panama.

## Habitat
Elle habite les forêts humides tropicales et subtropicales en altitude.
Elle est menacée par la perte de son habitat.

## Sous-espèces
Selon la classification de référence du Congrès ornithologique international (15.1, 2025) elle se répartit en deux sous-espèces :
- Z. g. oreas Wetmore, 1950 — Panama (aire dissoute) ;
- Z. g. goldmani Nelson, 1912 — région du Darién.